# Цаплиенко, Андрей Юрьевич
Андрей Юрьевич Цаплиенко (укр. Андрій Юрійович Цаплієнко; род. 12 октября 1968 года, Харьков) — украинский телеведущий, журналист, военный корреспондент, режиссёр-документалист, сценарист, автор книг. Заслуженный журналист Украины (2011). Национальная легенда Украины (2023).

## Карьера
На телевидении работает с 1989 года, когда был принят осветителем на работу в цех спецосвещения харьковского областного телецентра. Член ВЛКСМ.
С декабря 1992 года репортёр региональной харьковской телекомпании «Орион», в 1993 году выходит авторская программа Андрея Цаплиенко «Буря в стакане».
В 1995 году в эфире появляется программа «Чудное мгновенье» совместного производства «Студії +7» и Харьковской областной телерадиокомпании, автором и ведущим которой становится Андрей Цаплиенко.
В 1995 году переходит на харьковский телеканал «Приват TV», где занимает должность режиссёра и ведущего.

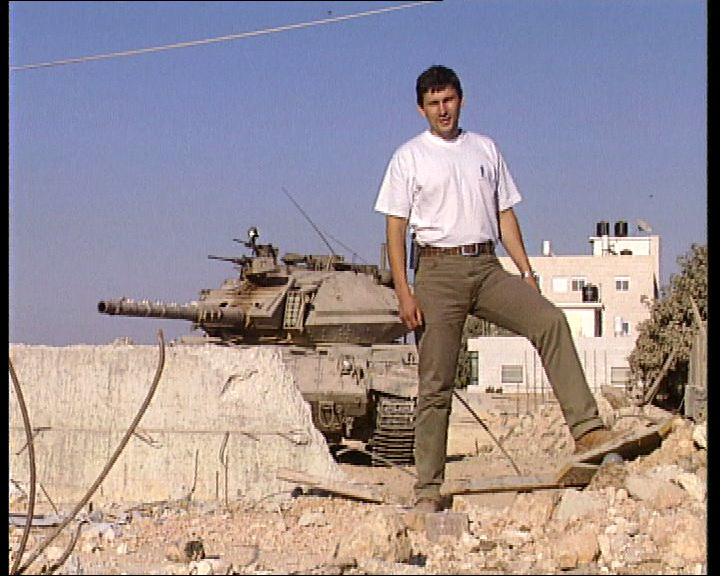
Андрей Цаплиенко в Палестине

В 1997 году переезжает в Киев и недолго работает автором и ведущим программы «Люди» производства ТИА «Окна».
В 1998 году приходит на работу на телеканал «Интер» (Украина) сначала ведущим программы «Утречко», а с 1999 года ведущий и руководитель программ «N-ный километр», «На линии огня», «Спецкор» телеканала «Интер».
С 2001 года военный корреспондент телеканала «Интер», вёл репортажи во время конфликтов в Афганистане, Македонии, Ираке, Кот-д’Ивуаре, Непале, Шри-Ланке, Южной Осетии, Кашмире, Либерии, Бурунди, Колумбии.
С 2007 года автор и сценарист студии документальных фильмов телеканала «Интер».
В ночь на 8 марта 2014 года в Крыму, вместе с операторами телеканала «Интер» Владимиром Дедовым и Павлом Лысенко, репортером Еленой Механик, а также греческим журналистом Костасом Онисенко (газета «И Катимерини») был задержан повстанцами из «Самообороны Крыма». Утверждается, что он и его коллеги получили тяжёлые травмы. В тот же день нападение на журналистов осудила представитель ОБСЕ по вопросам свободы слова Дуня Миятович: «Многие журналисты получают угрозы, их атакуют, применяют к ним силу, несколько работников СМИ были сильно ранены во время освещения событий в Крыму. Среди них журналисты телеканала „Интер“ Елена Механик, Андрей Цаплиенко и двое телеоператоров».
В августе 2014 Андрей уволился с телеканала «Интер», на котором проработал 17 лет. Переход на «1+1» журналист аргументировал, в частности, тем, что этот канал дает возможность делать репортажи на украинском языке.
С начала вторжения России на Украину освещает события, связанные с войной.

## Образование
- 1985—1991 — Харьковский институт искусств, актёрский факультет (с перерывом на службу в Вооруженных Силах СССР в 1987—1989 годах).
- 1995 — университет города Кальмар (Швеция), FOJO, курсы повышения квалификации журналистов.
- 2003—2006 — окончил факультет журналистики Киевский международный университет.

## Личная жизнь
Женат, воспитывает дочь и сына. Свободно владеет английским, польским языками.

## Автор документальных фильмов
| 2005 | Беслан. Удар по России                            |
| ---- | ------------------------------------------------- |
| 2006 | Архипелаг                                         |
| 2006 | Снега Килиманджаро                                |
| 2007 | Александр Дедюшко. Превышение скорости            |
| 2007 | Органы на экспорт                                 |
| 2007 | Проклятие Че Гевары                               |
| 2008 | Город, который предали…                           |
| 2008 | Допинг. Фабрика чемпионов                         |
| 2008 | Майор Вихрь: правдивая история                    |
| 2008 | Великие украинцы: Богдан Хмельницкий              |
| 2008 | Великие украинцы: Ярослав Мудрый                  |
| 2009 | Анатомия войны                                    |
| 2009 | Владимир Басов. Бегун на длинные дистанции        |
| 2009 | Доктор Хайм. Эксперименты на людях                |
| 2009 | Еврорабыни. Просто бизнес                         |
| 2010 | Танго с Дакаром                                   |
| 2011 | Вы здесь больше не живёте (из цикла «Моя страна») |
| 2011 | Диагноз: Дакар                                    |
| 2011 | Исповедь палача                                   |
| 2011 | Неласковая свобода (из цикла «Моя страна»)        |
| 2012 | Дакар-2012                                        |

## Цитаты
- «Эта война была предопределена всей нашей жизнью, всей нашей официальной историей, лживой и плаксивой, как рассказы проституток, и всей нашей неофициальной историей, громкой и сумбурной, как предсмертные крики жертв инквизиции. Мы не хотели меняться, и поэтому она началась» («Книга перемен», сборник рассказов, издательство «КСД», 2015 год).
- «Первым было чувство ирреальности, абсурдности. Чувство абсурдности из-за того, что это происходит в твоей стране. Каждый раз, когда я работал на войнах в других странах, я возвращался домой с ощущением спокойствия, мира, который ждет меня дома. И я молился Богу, и благодарил Его за то, что у нас - не так. Что у нас нет войны» (Из интервью О.Кашпор, автору книги «Война глазами ТСН», издательство «Основы», 2015 год).
- «Во времена перемен яркие слова разлетаются со скоростью трассирующих пуль» («Книга перемен», сборник рассказов, издательство «КСД», 2015 год).

## Награды
1. Орден «За мужество» II степени (23 августа 2022 года) — за значительные заслуги в укреплении украинской государственности, мужество и самоотверженность, проявленные в защите суверенитета и территориальной целостности Украины, весомый личный вклад в развитие разных сфер общественной жизни, отстаивание национальных интересов нашего государства, добросовестное выполнение профессиональной обязанности[5]
2. Орден «За мужество» III степени (за серию репортажей из Афганистана с октября по декабрь 2001 года)
3. Национальная легенда Украины (23 августа 2023 года) — за выдающиеся личные заслуги в становлении независимой Украины и укреплении её государственности, защите Отечества и служении Украинскому народу, весомый вклад в развитие национального искусства, спорта, здравоохранения, плодотворную благотворительную и общественную деятельность[6]
4. Заслуженный журналист Украины (24 июня 2011 года) — за значительный личный вклад в социально-экономическое, научно-техническое, культурно-образовательное развитие Украинского государства, весомые трудовые достижения, многолетний добросовестный труд и по случаю 15-й годовщины Конституции Украины[7]
5. Лауреат премии им. И. Франко в области информационной деятельности (2004)
6. Заслуженный журналист АР Крым (2002)
7. Лауреат премии «Человек года» в номинации «Журналист» (2001)
8. Памятный знак «Сухопутные войска»
9. Памятный знак Министерства по делам молодежи и спорта
10. Приз за «Лучший сценарий» на XIII Международном телефестивале в г. Бар (Черногория) за ленту «Допинг. Фабрика чемпионов»(2008)
11. «Телетриумф» (по итогам 2010 года) в номинации «Документальный фильм»
12. «Телетриумф» (по итогам 2010 года) в номинации «Специальный репортаж»
13. «Телетриумф» (по итогам 2006 года) в номинации «Репортер» (за серию репортажей)
14. «Телетриумф» (по итогам 2003 года) в номинации «Журналист, репортер» (за проект «На линии огня»)
15. «Телетриумф» (по итогам 2002 года) в номинации «Журналист, репортер» (за проект «На линии огня»)
16. «Телетриумф» (по итогам 2001 года) в номинации «Журналист, репортер» (за проект «N-ный километр»)
17. Программа «Люди», номинант фестиваля телепрограмм «Золотая эра» в номинации «Публицистические программы», 1997 год, Киев.
18. Программа «Люди», лауреат 1-го Международного фестиваля журналистики, 1997 год, Ялта.
19. Программа «Буря в стакане», второй диплом на 1-м Всеукраинском фестивале журналистики, 1995 год, Ясеня.
20. Обладатель премии «Фаворит телепрессы» за 2014 год.

## Произведения и публикации
Соавтор книги «Macedonia: The Conflict and The Media», октябрь, 2003 год, Скопье, Македония, глава «War and peace?». Публиковался в немецком журнале «Ost іn West»: «Leben іn der heіssen Zone» и «Gelіebte Holle», 1999 год.
- Роман «Экватор. Чёрный цвет & Белый цвет»
- «P.O.W. Люди войны», сборник рассказов и эссе. Изд-во «Фолио»
- Рассказ «Триумф»
- Статья «Как становятся шпионами ФСБ»
- Статья «Судьба прифронтовых»
- Статья «Frygt og had i Avdijivka»
- Статья «Ved verdens laveste hav lever ukrainerne i skyggen af Ruslands aggression»
- Рассказы «Книга перемен», издательство «Клуб Семейного Досуга», 2015 (пер. на литовский изд-во «Briedis»)
- Роман «Стена», издательство «Видавництво Старого Лева», 2018